# 怒髪天
怒髪天（どはつてん）は、日本のロックバンドである。所属レコード会社はテイチクエンタテインメント。所属事務所はバッド・ミュージック・グループ。

## 来歴
メンバー全員が北海道出身である。自らの音楽をJAPANESE R&E（リズム&演歌）と称している。
1984年、バンド結成。当時高校生だった増子直純以外は現在とは違うメンバーである。当初はハードコア・パンクバンドであったが、1986年に一時解散。同年、増子と上原子友康を中心にメンバーを一新して再スタート。2人の共通の趣味であったローリング・ストーンズやブルースを基調としながらも、RCサクセションやアナーキー、憂歌団などの国内のグループや、歌謡曲や演歌の影響も強く受けている。
1991年、日本クラウンよりメジャーデビュー。1996年に活動を一時休止。1999年にインディーズに戻り活動再開、2004年にテイチクエンタテインメントのレーベルインペリアルレコードより再メジャーデビューした。
2005年のテレビドラマ『アストロ球団』では挿入歌 「アストロ球団応援歌」を担当。最終回にはメンバーがカメオ出演し、「がんばれ怒髪天」と食堂の女将にいわれた。
2009年（結成25年目）頃から数多くのメディアに取り上げられ始め、四半世紀が経ってからの遅咲きのブレイクを果たし、数多くのロック・フェスティバルに出演している。桃屋の『辛そうで辛くない少し辛いラー油』のテレビCMに増子が抜擢されて出演。しかし、商品が売れ過ぎて店頭に並ばなくなってしまったため、CMの放送からおよそ12日間で一時オンエアを自粛せざるを得なくなった。
2010年、所属レコード会社テイチクエンタテインメントの公式サイトに「アイ ラブ ドハツテン 〜愛のメッセージ〜」と称して、怒髪天へのメッセージが掲載されていた（MCU、梶芽衣子、Ken Yokoyama、斉藤和義、The Birthday、the pillows、THE BAWDIES、ジョージ・ウィリアムズ、スガシカオ、箭内道彦など）。
2011年11月16日発売の関ジャニ∞5thアルバム『FIGHT』に、楽曲「モンじゃい・ビート」を提供（作詞：増子、作曲：上原子）。
2014年1月12日には、東京・日本武道館にて、ワンマンライブ「怒髪天結成30周年記念日本武道館公演 “ほんと、どうもね。”」を開催
2019年、バンド結成35周年。同年、増子は北海道の民放5局とNHK札幌放送局による共同キャンペーン『One Hokkaido Project』のキャンペーンソングに参加している。
2024年2月9日、ベースの清水を解雇したことを発表した。

## メンバー
増子 直純（ますこ なおずみ）
- 1966年4月23日（59歳） - ボーカル
- 出身地：北海道札幌市白石区　血液型：A型　愛称：兄ィ、増子さん
- ほとんどの楽曲で作詞を務める。
- 自衛隊に2年在籍していた。
- 父親は新潟県出身、母親は東京都荒川区西日暮里の商家の出身。そのため子供の頃から東京に行く機会は多く、メジャーデビューで上京する際もさほどのカルチャーショックは受けなかった。ただ、本州の桜の見事さには驚いたという。
- DMBQの増子真二は実弟。両者のあまりにもかけ離れた音楽性については、直純自身も雑誌のインタビュー等で度々ネタにしている。また作曲家・編曲家のマシコタツロウは従兄弟に当たる。
- 弟の真二のバンド・DMBQや、bloodthirsty butchers、eastern youth、山中さわお（ザ・ピロウズ、ex.コインロッカー・ベイビーズ）などとは、北海道のアマチュア時代から交流が続いている。
- 1996年から1999年の活動休止期間中に、工事現場の仕事やプロレスのリングアナウンサー、穴あき包丁の実演販売、輸入雑貨店の雇われ店長などの経験を持つ。実演販売をしていた際、それまで接してきた人々と違う“大人”と対峙する機会に恵まれたことで「大人って意外とみんないい人じゃないか」と感じ、視野が広がったことで音楽性にも変化が表れたと話している。また、この間、とある組に雇われて露天商から集金をするバイトもやっていたが、ある時露天商の黒人の用心棒2人との喧嘩に巻き込まれ、1人は撃退したものの、もう一人には敵わず殴り倒された。雇い主からは度胸を認められて稼業人の道に誘われたが、弱者から搾取することで成り立つその世界の実態を知ったこともあり断った。また同時に、普通に生活出来ることがどれだけ有り難いことかも痛感したという。
- 活動休止期間中に、bloodthirsty butchers、eastern youth、ザ・ピロウズ、DMBQ、THEE MICHELLE GUN ELEPHANTなどの音楽仲間が、業界内で高い評価を受けるようになった時は、自分のことのように嬉しかったという。また彼らも、怒髪天が活動再開をした時には、大変喜んでくれたとのこと。
- 私生活では、活動休止期間中に高校時代から交際していた女性と結婚した。妻は仕事をしながら増子を支えたが、再デビュー後に人気が出て多忙となったことで擦れ違い生じ、離婚に至った。
- ヘドラのフィギュアコレクターとしても有名。無類のゲーム好きとしても知られており、雑誌『ファミ通』（KADOKAWA Game Linkage）に連載を持っている。また、ラブプラスのプレイヤーでもある（『CONTINUE』Vol.49、太田出版）。
- ライブやPVで着ているシャツには「JAPANESE R&E FOR BEAUTIFUL HUMAN LIFE」と書かれている。
- DJパフォーマンスも行っており、2009年・2010年に開催されたSPACE SHOWER TVのロック・フェスティバル「SWEET LOVE SHOWER」では2年連続でCLOSING DJを務めた。
- 2016年11月13日、宮藤官九郎の作・演出のロック・オペラ「サンバイザー兄弟」で、瑛太とのダブル主演で初舞台を踏んだ。なお、上原子が音楽を担当している。
- 2019年に北海道の民放5局とNHK札幌放送局による共同キャンペーン『One Hokkaido Project』のキャンペーンソングに参加している。

上原子 友康（かみはらこ ともやす）
- 1967年2月26日（58歳） - ギター
- 出身地：北海道留萌市　血液型：A型　愛称：王子、友康さん
- ほとんどの楽曲で作曲を務める。
- 使用ギターはメイプル指板のストラトキャスター。音の立ち上がりが早いので、体の一部のような感覚で弾けるという。
- 高校時代、bloodthirsty butchersの吉村秀樹と「畜生」というバンドを組んでいた。
- 上京するまで、電電公社札幌支店に勤務していた。

坂詰 克彦（さかづめ かつひこ）
- 1966年8月18日（58歳） - ドラム
- 出身地：北海道幌加内町　血液型：O型　愛称：坂さん
- 2014年7月2日、シングル「今夜も始まっているだろう」で事実上のソロデビューを果たした。

### 旧メンバー
清水 泰次（しみず やすつぐ）
- 1968年5月4日（57歳）  - ベース
- 出身地：北海道千歳市　血液型：O型　愛称：シミさん
- 1999年に「もう一度、怒髪天やろう」と再結成を提案した。
- 2024年2月9日、数年来に渡る過度の飲酒と素行不良を理由に解雇された。

## エピソード
- 上京当時、1980年代後半から巻き起こっていた所謂バンドブームが終息の兆しを見せており、ライブハウスも経営が厳しくなっていた。そのような状況下に、怒髪天はあまりにも異常な風体や集客率の低さを指摘されて、出演を断られることも屡々あった。受け入れてくれたのは吉祥寺の「曼陀羅」、下北沢の「屋根裏」、横浜の「セブンスアベニュー」であった。また、ライブハウスだけではなくバンド仲間からも敬遠されることがあったなか、THEE MICHELLE GUN ELEPHANTやマリア観音などは気さくに話しかけてくれ、音楽も評価してくれたという[28]。
- 2001年に長野県長野市のライブハウス「ジャンクボックス」のイベントに出演して以来、毎年冬に同ライブハウスでワンマンライブを行っている。その理由について増子は「お客さんが入るようになってから呼んでくれたり、よくしてくれたりするところはありますけど、（再結成後間もなく）箸にも棒にもかからない状態の時から呼んでくれた。その恩は絶対忘れないですよ」と語っている[29]。

## ディスコグラフィー

### シングル
| 発売日         | タイトル                                         | 規格番号                                                           | 備考 |
| -------------- | ------------------------------------------------ | ------------------------------------------------------------------ | --- |
| 1994年7月      | 溜息も白くなる季節に…                            | 黒天-003                                                           | 1994年の札幌ライヴのために制作されたシングル。 |
| 2000年7月27日  | 怒盤                                             | FHDB-0002                                                          | インディーズ作品。2009年12月2日に再発盤リリース。 |
| 2005年11月2日  | 俺達は明日を撃つ!                                | TECI-93                                                            | 以後、テイチクエンタテインメントよりリリース。同日リリースのアルバム「ニッポニア・ニッポン」収録曲。ドラマ挿入歌『アストロ球団応援歌』。                                                                                               |
| 2005年12月7日  | 銀牙伝説WEED                                     | TECI-95                                                            | アニメ「銀牙伝説WEED」オープニングテーマ。 |
| 2007年7月4日   | 酒燃料爆進曲                                     | TECI-119                                                           | |
| 2008年11月5日  | 全人類肯定曲                                     | TECI-154                                                           | 「NO MUSIC, NO LIFE.」と同時発売。 |
| 2008年11月5日  | NO MUSIC, NO LIFE.                               | TEI-11                                                             | タワーレコード限定販売。コーラスには同社のスタッフが有志で参加している。 |
| 2009年1月7日   | 労働CALLING                                      | TECI-158                                                           | 『しょこ♥リータ』（テレビ東京）2009年1月度エンディングテーマ。 コナミ『jubeat ripples』収録曲。 タイトルはザ・クラッシュの楽曲『ロンドン・コーリング』のもじりで、ジャケットデザインはクラッシュの同名のアルバムのパロディとなっている |
| 2009年11月4日  | オトナノススメ                                   | TECI-194                                                           | 初回盤・通常盤の2形態。初回盤はDVD付。 |
| 2010年1月27日  | ド真ん中節                                       | TECI-209                                                           | 初回盤・通常盤の2形態。初回盤はDVD付。 KKTくまもと県民テレビ「テレビタミン」2010年2月度エンディングテーマ。 |
| 2010年7月14日  | 真夏のキリギリス                                 | TECI-221                                                           | カップリングに榊原郁恵のカバー曲「夏のお嬢さん」収録。 |
| 2010年11月24日 | Merry X'mas Mr.Lonelyman                         | TECI-225                                                           | 完全限定生産盤。 「真夏のキリギリス」に対するアンサーソング。 カップリングにカバー曲「恋人たちのクリスマス（All I Want for Christmas Is You）」収録。 特典DVDには過去のミュージックビデオ19曲＋メンバー出演カラオケビデオ収録。        |
| 2011年1月22日  | そのともしびをてがかりに                         | BNBR-012                                                           | 増子直純主宰のレーベル「Northern Blossom Records」よりリリース。 「44 "R&E" MAGNUM tour」ライブ会場限定盤。 |
| 2011年12月7日  | ニッポン ラブ ファイターズ                       | BNBR-014                                                           | 増子直純主宰のレーベル「Northern Blossom Records」よりリリース。 期間限定無料配信された楽曲を初CD化。 |
| 2012年3月14日  | 歩きつづけるかぎり / DO RORO DERODERO ON DO RORO | TECI-259                                                           | 両A面シングル。初回生産分のみ公開シークレットトラック・MC集を収録。 |
| 2013年1月9日   | 日本列島ワッショイ計画                           | TECI-299（初回限定盤） TECI-300（通常盤）                          | |
| 2013年7月24日  | 団地でDAN!RAN!                                   | TECI-314                                                           | 「怒髪天 feat.キヨサク（MONGOL800）」名義。 NHK総合 アニメ「団地ともお」オープニングテーマ |
| 2013年9月11日  | どっかんマーチ                                   | TECI-315                                                           | |
| 2014年7月2日   | 今夜も始まっているだろう / スポーツ大佐のテーマ  | TECI-348                                                           | |
| 2016年1月13日  | セイノワ                                         | TECI-389（初回限定盤） TECI-390（通常盤）                          | |
| 2017年5月24日  | 赤ら月                                           | TECI-558（初回限定盤A） TECI-559（初回限定盤B） TECI-561（通常盤） | |

### 配信限定シングル
| 発売日         | タイトル                                 | 備考 |
| -------------- | ---------------------------------------- | --- |
| 2018年7月25日  | いいんでないかい音頭                     | |
| 2020年5月15日  | THE JAPANESE R&E                         | |
| 2021年8月23日  | ジャカジャーン!ブンブン!ドンドコ!イェー! | |
| 2022年9月21日  | 100万1回ヤロウ                           | |
| 2024年1月31日  | ザ・リローデッド                         | |
| 2024年10月30日 | エリア1020                               | 読売テレビ・日本テレビ系『ディスカバリー・エンターテインメント 秘密のケンミンSHOW 極』エンディングテーマ |

### アルバム
| 発売日         | タイトル                                           | 規格番号                        | 備考 |
| -------------- | -------------------------------------------------- | ------------------------------- | --- |
| 1988年12月15日 | FIRST                                              | 黒天-001                        | インディーズ作品。ミニアルバム。 唯一のアナログ盤の作品。 |
| 1991年6月10日  | 怒髪天 I                                           | GONG-6035                       | キャプテンレコードからリリース。ミニアルバム。 1988年にアナログ盤で発売されたファーストのCD化。 アナログ盤未収録のボーナストラックが1曲追加されている。                                                           |
| 1991年8月21日  | 怒髪天                                             | CRCR-6022                       | 日本クラウンからリリース。ミニアルバム。 ジャケットの題字は北島三郎。 2007年3月7日に再発盤リリース。 |
| 1995年7月7日   | 痛快!ビッグハート維新'95                           | SSD-7771                        | SOY SAUCE RECORDSからリリース。 活動休止前の最後の作品。2008年10月20日にiTunes限定で配信。 |
| 2001年2月24日  | 如月ニーチェ 〜Kisaragi-Nietzsche〜                | FHDK-0101                       | インディーズ作品。ミニアルバム。 2009年12月2日に再発盤リリース。 |
| 2001年9月28日  | マン・イズ・ヘヴィ                                 | FHDM-0102                       | インディーズ作品。ミニアルバム。 2009年12月2日に再発盤リリース。 |
| 2002年6月29日  | 武蔵野犬式                                         | FHDM-0202                       | インディーズ作品。読み方は「むさしのドッグスタイル」。 2009年12月2日に再発盤リリース。 |
| 2003年7月2日   | TYPE-D                                             | FHDT-0304                       | インディーズ作品。 2009年12月2日に再発盤リリース。 |
| 2004年5月12日  | リズム&ビートニク                                  | FHDR-0401                       | インディーズ作品。ミニアルバム。 |
| 2004年11月24日 | 握拳と寒椿                                         | TECI-1078                       | 以後、テイチクエンタテインメントからリリース。ミニアルバム。 |
| 2005年3月24日  | 桜吹雪と男呼唄                                     | TECI-1091                       | ミニアルバム |
| 2005年11月2日  | ニッポニア・ニッポン                               | TECI-1111                       | フルアルバム。アルバム収録曲「俺たちは明日を撃つ!」を同日にシングルリリース。 |
| 2006年1月25日  | 銀牙伝説WEED〜オリジナルサウンドトラックアルバム〜 | TECI-1124                       | テレビ東京系アニメ「銀牙伝説WEED」のサウンドトラック。 |
| 2006年11月8日  | トーキョー・ロンリー・サムライマン                 | TECI-1142                       | |
| 2007年3月7日   | D-stance "FREIHEIT YEARS 1999-2004"                | TECI-1150                       | ベストアルバム |
| 2007年11月21日 | LIFE BOWL                                          | TECI-1163                       | フルアルバム |
| 2009年4月22日  | プロレタリアン・ラリアット                         | TECI-1250〜1                    | 初回盤・通常盤の2形態。初回盤はDVD付。 |
| 2010年3月3日   | オトナマイト・ダンディー                           | TECI-1277                       | |
| 2011年3月30日  | D-N°18 LIVE MASTERPIECE                            | TECI-1301                       | ライブ定番楽曲のコンプリートアルバム（ライブ音源ではない）。 新曲「キタカラキタオトコ」、「喰うために働いて 生きるために唄え!!」新録バージョンを収録。 ※東日本大震災の影響で発売日が3月23日から一週間延期された。 |
| 2012年4月18日  | Tabbey Road                                        | TECI-1326                       | |
| 2013年4月24日  | ドリーム・バイキングス                             | TECI-1360〜1                    | 初回盤・通常盤の2形態。初回盤はDVD付。 |
| 2014年4月9日   | 男呼盛”紅”                                         | TECI-1399                       | 怒髪天の30周年アニバーサリーイヤーアルバム。 『ゲームセンターCX THE MOVIE 1986 マイティボンジャック』主題歌「プレイヤーⅠ」収録。                                                                                  |
| 2014年7月2日   | 問答無用セレクション“金賞”                         | TECI-1404                       | 結成30周年アニバーサリーイヤー記念ベストアルバム。3枚組。 |
| 2014年11月26日 | 歌乃誉”白”                                         | TECI-1429                       | 怒髪天30周年アニバーサリーイヤーを締めくくる記念アルバム。 地元北海道から25年来のよき先輩である上田健司をプロデューサーに迎え、アニバーサリーイヤーにふさわしい豪華な内容。                                       |
| 2015年5月13日  | 怒髪天 酒唄傑作選 〜オヤジだョ! 全員酒豪〜         | TECI-1456                       | 酒をテーマにしたコンピレーションアルバム。 カバー「日本全国酒飲み音頭」を収録。 |
| 2015年8月5日   | 音楽的厨房                                         | TECI-1463                       | セルフトリビュート盤 |
| 2016年3月16日  | 五十乃花                                           | TECI-1493                       | 初回生産分はメンバーの直筆でタイトルを書いている。 |
| 2018年7月11日  | 夷曲一揆                                           | TECI-1589                       | |
| 2019年10月16日 | 怒髪天                                             | TECI-1658 TEBI-85591 TEXI-97047 | |
| 2020年5月15日  | チャリーズ・エンジェル                             |                                 | 配信限定ミニアルバム |
| 2020年11月11日 | 風雲!歌謡侍vol.1                                   |                                 | 配信限定カバーミニアルバム |
| 2020年11月11日 | ヘヴィ・メンタル・アティテュード                   | TECI-1708 TECI-1709             | |
| 2021年12月8日  | リズム&ビートニク ’21 & ヤングデイズソング         | TECI-1752                       | 企画盤やアルバム未収録シングルを集めたアルバム |
| 2021年12月8日  | 痛快!ビッグハート維新 ’21                          | TECI-1753                       | 1995年のアルバム再録 |
| 2021年12月8日  | ジャカジャーン!ブンブン!ドンドコ!イェー!           | TECI-1754                       | ミニアルバム |
| 2023年3月22日  | more-AA-janaica                                    | TECI-1802 TECI-1806             | ミニアルバム |
| 2025年3月14日  | 風雲!歌謡侍vol.2                                   |                                 | 配信限定セルフカバーミニアルバム |
| 2025年4月23日  | 残心                                               | TECI-1840 TECI-1841             | |

### DVD
| 発売日        | タイトル                                           | 規格番号   | 備考 |
| ------------- | -------------------------------------------------- | ---------- | --- |
| 2008年4月23日 | for beautiful 不惑 in Life〜Life Bowl Tour 07-08   | TEBI-38071 | 2008年2月3日SHIBUYA AXでのツアー最終公演の模様を収録。                                                                                      |
| 2010年7月14日 | リズム&ダンディー “Dメン2010 日比谷より愛をこめて” | TEBI-48146 | 2010年4月17日日比谷野外大音楽堂のライブを完全収録。 特典DVDには札幌ロケ、ドッキリ企画などを収録。                                           |
| 2011年9月21日 | MV-D "Music Video Collection"                      | TEBI-25189 | PV全20曲収録。メンバーのオーディオ・コメンタリー（副音声）付き。                                                                            |
| 2012年3月14日 | D-LIVE IN JAPAN 2011                               | TEBI-48024 | 2011年7月10日Zepp TokyoでのライブDVDと、2011年11月7日東京・NHKホールでのライブ音源を2枚組CDとして収録。読み方は「ドライブ イン ジャパン」。 |

### iTunes配信
| 発売日         | タイトル                                     | 備考                                                     |
| -------------- | -------------------------------------------- | -------------------------------------------------------- |
| 2008年10月20日 | 痛快!ビッグハート維新'95                     | 1995年に発売されたインディーズ作品の復刻版として配信。   |
| 2009年12月2日  | THE BEST OF JAPANESE R&E〜上原子友康選曲編〜 | Gt.上原子友康の選曲による、配信限定アルバム。            |
| 2011年2月23日  | D-N°18 LIFE MASTERPIECE                      | ライブセットの中の肝となる楽曲を集めた配信限定アルバム。 |

### 音楽配信
| 発売日       | タイトル                                           | 備考 |
| ------------ | -------------------------------------------------- | --- |
| 2011年9月5日 | 怒髪天 & THE JOE-NETS "GOLDEN MUSIC HOUR" 記念盤!! | 怒髪天 & THE JOE-NETSによる、配信限定シングル。楽曲は「D＆Jのテーマ」「情熱のストレート」「東京衝撃」の3曲。 |

### オムニバス
| 発売日         | タイトル                                                         | 規格番号   | 収録楽曲                                                       | 備考                                                       |
| -------------- | ---------------------------------------------------------------- | ---------- | -------------------------------------------------------------- | ---------------------------------------------------------- |
| 1990年12月     | Junkie Jungle                                                    | GONG-6029  | 01.YOUNG DAYS 02.SHOT MY HEART '90                             | インディーズ作品。                                         |
| 1993年8月      | COME INTO THE WORLD                                              | BVCR-1407  | 07.ショートホープ 08.世間知らずにささやかな拍手を… 09.友として | 現Ariola Japanよりリリースされたコンピレーションアルバム。 |
| 2000年7月      | 極東最前線                                                       | SAKASHO-16 | 07.サムライブルー                                              | 発売元：坂本商店                                           |
| 2001年9月27日  | LONDON NITE 4“OLD&NEW FRIENDS-UNITY”                             | AMCN-4555  | 08.明日をブン殴れ                                              | 発売元：イーストウエストジャパン                           |
| 2002年4月24日  | スペースシャワー列伝〜宴〜                                       | SPMD-5001  | 03.ナラクデサカバ                                              | 発売元：spm sisc                                           |
| 2002年8月28日  | THE BLUE HEARTS 2002 TRIBUTE                                     | UPCH-1171  | 11.世界のまん中                                                | 発売元：ユニバーサル ミュージック                          |
| 2003年3月19日  | エレファントカシマシトリビュートアルバム「花男」                 | BFCA-83510 | 07.男餓鬼道空っ風                                              | 発売元：EMIミュージック・ジャパン                          |
| 2006年5月10日  | ROCK THE ULTRAMAN                                                | AVCD-17953 | 11.怪獣音頭                                                    | 発売元：avex trax                                          |
| 2006年6月21日  | THE MODS TRIBUTE ALBUM SO WHAT!! Vol.2                           | ESCL-2846  | 12.バラッドをお前に                                            | 発売元：エピックレコードジャパン                           |
| 2008年2月2日   | 吉田拓郎トリビュート〜結婚しようよ〜                             | TECI-1170  | 07.落陽                                                        | 発売元：テイチクエンタテインメント                         |
| 2009年9月16日  | 深夜高速 -生きててよかったの集い-                                | AICL-2039  | 04.深夜高速                                                    | 発売元：ソニー・ミュージックアソシエイテッドレコーズ       |
| 2009・2010年   | SMILE                                                            |            | 01.SMILE                                                       | SMILE SAFETY PROJECT ※増子のみ参加                         |
| 2010年1月27日  | NO MUSIC, NO LIFE. SONGS                                         | RZC1-46475 | 01.NO MUSIC, NO LIFE.                                          |                                                            |
| 2010年4月21日  | The Very Best of PIZZA OF DEATH II                               | PZCA-48    | 14.男じゃないか                                                |                                                            |
| 2010年11月10日 | ピエロとスイカと88ライダー                                       | KICS-1624  | 11.WHISKEy ROCK                                                |                                                            |
| 2012年5月2日   | KING OF SONGWRITER 〜SONGS OF KIYOSHIRO COVERS〜                 | FLCF-4425  | 11.雨あがりの夜空に                                            |                                                            |
| 2012年10月24日 | キング・ソングス･オブ･キャプテンレコード                         | CDSOL-1523 | 07.YOUNG DAYS                                                  |                                                            |
| 2013年3月6日   | 奥田民生・カバーズ2                                              | KSCL-30009 | 10.マシマロ                                                    |                                                            |
| 2014年1月29日  | Yes, We Love butchers 〜Tribute to bloodthirsty butchers〜 Mumps |            | 04.I’m on fire                                                 |                                                            |
| 2014年10月8日  | 800TRIBUTE -champloo is the BEST!!-                              | HICC-3803  | 10.夢叶う                                                      |                                                            |
| 2020年2月22日  | 都はるみを好きになった人 〜Tribute to Harumi Miyako〜            | COCP-41009 | 03.涙の連絡船                                                  |                                                            |

### カセットテープ
| 発売日 | タイトル            | 備考   |
| ------ | ------------------- | ------ |
| 1990年 | 怒髪天／我生流雲如… | 非売品 |

### 参加作品
- SMILE SAFETY PROJECT（2009年 - ）
  - 増子直純＋PAPA B with KTNM『SMILE』

2009年11月23日（着うた）・2010年10月25日（CD）
エフエム北海道（AIR-G'）の交通安全プロジェクト。
- 馬ッ鹿者 feat.増子直純(怒髪天)（2015年4月29日）
  - UL『Boys&Gentlemen』
- スナックゆかり with 怒髪天（2016年8月24日）
  - 大西ユカリ『EXPLOSION』
- 私たちの道（2019年）
  - 増子が参加。[13]

2019年2月20日（デジタル配信）・2019年3月6日（CD)
北海道民放5局とNHK札幌放送局による合同キャンペーン『One Hokkaido Project』のキャンペーンソング。

## タイアップ一覧
| 使用年 | 曲名                                | タイアップ                                                                   |
| ------ | ----------------------------------- | ---------------------------------------------------------------------------- |
| 2004年 | 愛の嵐～風速2004メートル〜          | テレビ東京系『たけしの誰でもピカソ』エンディングテーマ                       |
| 2005年 | 傷跡のバラッド                      | テレビ東京系『開運!なんでも鑑定団』2005年4月〜6月度エンディングテーマ        |
| 2005年 | アストロ球団応援歌～絶叫ver.～      | パーフェクト・チョイス/テレビ朝日系ドラマ『アストロ球団』挿入歌              |
| 2005年 | 俺達は明日を撃つ!                   | テレビ朝日系『完売劇場』2005年10月〜12月度エンディングテーマ                 |
| 2005年 | 銀牙伝説WEED                        | アニマックスほかアニメ『銀牙伝説WEED』オープニングテーマ                     |
| 2005年 | つきあかり                          | アニマックスほかアニメ『銀牙伝説WEED』エンディングテーマ                     |
| 2006年 | はじまりのブーツ                    | セイコーマート缶コーヒー「グランディア」CMソング（北海道限定）               |
| 2006年 | はじまりのブーツ                    | dwango「dwango.jp」TV-CMソング                                               |
| 2007年 | ドンマイ・ビート                    | MLJ「アーティスト公式サウンド」TV-CMソング                                   |
| 2007年 | なんかイイな                        | 北海道文化放送『のりゆきのトークDE北海道』エンディングテーマ                 |
| 2009年 | 労働CALLING                         | テレビ東京系『しょこ♥リータ』2009年1月度エンディングテーマ                   |
| 2009年 | 労働CALLING                         | テレビ東京系『アリケン』2009年4月度エンディングテーマ                        |
| 2009年 | ロクでナシ                          | 映画『スリーデイボーイズ』主題歌                                             |
| 2009年 | 武蔵野流星号                        | 「CYCLE MODE international 2009」テーマソング                                |
| 2010年 | ド真ん中節                          | KKTくまもと県民テレビ『ROCKET COMPLEX』エンディングテーマ                    |
| 2010年 | ド真ん中節                          | KKTくまもと県民テレビ『テレビタミン』2010年2月度エンディングテーマ           |
| 2010年 | ド真ん中節                          | ABCテレビ『ビーバップ!ハイヒール』2月度エンディングテーマ                    |
| 2010年 | ド真ん中節                          | テレビ東京『音流〜ONRYU〜』エンディングテーマ                                |
| 2010年 | ド真ん中節                          | 北海道テレビ『夢チカ18』2月度オープニングテーマ                              |
| 2010年 | ド真ん中節                          | テレビユー福島『パロパロ』エンディングテーマ                                 |
| 2010年 | ド真ん中節                          | RKB毎日放送『チャートバスターズR!』エンディングテーマ                        |
| 2010年 | キタカラキタオトコ                  | 桃屋「味付ザーサイ 本物の刺激篇」TV-CMソング                                 |
| 2011年 | 喰うために働いて 生きるために唄え!! | テレビ東京系『ゴッドタン』2011年4月度エンディングテーマ                      |
| 2011年 | そのともしびをてがかりに            | 競輪2011年度CMソング                                                         |
| 2011年 | 押忍讃歌                            | 桃屋「辛そうで辛くない少し辛いラー油」TV-CMソング                            |
| 2011年 | もっと…                             | 桃屋「キムチの素」TV-CMソング                                                |
| 2011年 | ナンバーワン・カレー                | 桃屋「味付けメンマ」TV-CMソング                                              |
| 2012年 | DO RORO DERODERO ON DO RORO         | セガアプリゲーム『百鬼大戦絵巻』テーマソング                                 |
| 2012年 | 歩きつづけるかぎり                  | 競輪2012「レース観戦」篇CMソング                                             |
| 2012年 | 男、走る!                           | 住友ゴム工業「WINTER MAXX」CMソング                                          |
| 2013年 | 愛の出番だ!                         | テレビ東京『音流〜ONRYU〜』エンディングテーマ                                |
| 2013年 | 団地でDAN!RAN!                      | NHK総合アニメ『団地ともお』オープニングテーマ                                |
| 2013年 | どっかんマーチ                      | テレビ神奈川（tvk）『Mutoma』テーマソング                                    |
| 2013年 | どっかんマーチ                      | テレビ東京『音流〜ONRYU〜』オープニングテーマ                                |
| 2014年 | スポーツ大佐のテーマ                | NHK総合アニメ『団地ともお』挿入歌                                            |
| 2014年 | プレイヤーI                         | 映画『ゲームセンターCX THE MOVIE 1986 マイティボンジャック』主題歌           |
| 2014年 | プレイヤーI                         | テレビ東京『音流〜ONRYU〜』オープニングテーマ                                |
| 2014年 | ホトトギス                          | テレビ東京『音流〜ONRYU〜』オープニングテーマ                                |
| 2014年 | ひともしごろ                        | テレビ東京『音流〜ONRYU〜』オープニングテーマ                                |
| 2015年 | 宜しく候                            | ABCテレビ『教えて!ニュースライブ 正義のミカタ』2015年5月度エンディングテーマ |
| 2015年 | 宜しく候                            | 九州朝日放送『ドォーモ』2015年6月度エンディングテーマ                        |
| 2015年 | 宜しく候                            | テレビ東京『音流〜ONRYU〜』エンディングテーマ                                |
| 2015年 | 酒燃料爆進曲                        | テレビ東京『音流〜ONRYU〜』オープニングテーマ                                |
| 2025年 | エリア1020                          | 読売テレビ・日本テレビ系『秘密のケンミンSHOW 極』4月クールエンディングテーマ |

## 楽曲提供
| 発売日         | タイトル                          | アーティスト                   | 初収録作品                                       | 担当                                           | セルフカバー                             |
| -------------- | --------------------------------- | ------------------------------ | ------------------------------------------------ | ---------------------------------------------- | ---------------------------------------- |
| 2008年7月9日   | 俺は希望の星                      | !wagero!                       | 花                                               | 作詞：増子直純                                 | 未収録                                   |
| 2011年11月16日 | モンじゃい・ビート                | 関ジャニ∞                      | FIGHT                                            | 作詞：増子直純／作曲：上原子友康               | 未収録                                   |
| 2012年9月5日   | あおっぱな                        | 関ジャニ∞                      | あおっぱな                                       | 作詞：増子直純／作曲：上原子友康               | ジャカジャーン!ブンブン!ドンドコ!イェー! |
| 2013年11月6日  | ももいろ太鼓どどんが節            | ももいろクローバーZ            | GOUNN                                            | 作詞：増子直純／作曲：上原子友康／編曲：怒髪天 | ジャカジャーン!ブンブン!ドンドコ!イェー! |
| 2014年5月14日  | ぶっちゃけRock'n はっちゃけRoll   | ベイビーレイズ                 | ぶっちゃけRock'n はっちゃけRoll/ベイビーステップ | 作詞：増子直純／作曲：上原子友康               | 未収録                                   |
| 2015年6月17日  | 夏番長                            | TUBE                           | Your TUBE+My TUBE                                | 作詞：増子直純／作曲：上原子友康               | ジャカジャーン!ブンブン!ドンドコ!イェー! |
| 2016年4月6日   | キラワレモノ                      | PIGGY BANKS                    | タイムスリラー                                   | 作曲：上原子友康                               | 未収録                                   |
| 2016年7月6日   | 噂のオトコマエイト!               | 関ジャニ∞                      | 罪と夏                                           | 作詞：増子直純／作曲：上原子友康               | 未収録                                   |
| 2016年9月7日   | 伊予魂乙女節                      | ひめキュンフルーツ缶           | 伊予魂乙女節                                     | 作詞：増子直純／作曲：上原子友康               | 未収録                                   |
| 2017年2月22日  | ニッポン・ワッショイ              | 川中美幸                       | 美幸のおとこ唄                                   | 作詞：増子直純／作曲：上原子友康               | 未収録                                   |
| 2017年7月12日  | 夏'n ON-DO                        | 寺嶋由芙                       | わたしを旅行につれてって                         | 作詞：増子直純／作曲：上原子友康               | ジャカジャーン!ブンブン!ドンドコ!イェー! |
| 2017年12月6日  | レッツゴー!ムッツゴー!〜6色の虹〜 | ROOTS66 Party with 松野家6兄弟 | レッツゴー!ムッツゴー!〜6色の虹〜                | 作詞：増子直純                                 | 未収録                                   |
| 2018年3月7日   | はやぶさロッキンGOGO!             | はやぶさ                       | はやぶさロッキンGOGO!                            | 作詞：増子直純／作曲：上原子友康               | ジャカジャーン!ブンブン!ドンドコ!イェー! |
| 2018年7月25日  | ぶらぶらぶらり                    | 小橋亜樹                       | ぶらぶらぶらり                                   | 作曲：上原子友康                               | 未収録                                   |
| 2019年3月20日  | 魁!祭OTOKO                        | 祭nine.                        | 有超天シューター                                 | 作詞：増子直純／作曲：上原子友康               | ジャカジャーン!ブンブン!ドンドコ!イェー! |
| 2020年9月23日  | 毎日が酔酔日                      | 小橋亜樹                       | こはし暖簾                                       | 作曲：上原子友康                               | 未収録                                   |

## 主なメディア露出

### 映画
- ゲームセンターCX THE MOVIE 1986 マイティボンジャック（2014年2月22日、シンカ/ハピネット） ※主題歌担当
- GOLDFISH（2023年3月31日、太秦） - テラ 役（増子）[67]

### テレビドラマ
- 僕が父親になるまで（2013年3月2日、NHK総合） - トラック運転手 役（増子）
- いだてん〜東京オリムピック噺〜（2019年、NHK大河ドラマ） - 黒澤明 役（増子）
- 38歳バツイチ独身女がマッチングアプリをやってみた結果日記（2020年11月19日 - 12月24日、テレビ東京） - バーのマスター 役（増子）
- 星新一の不思議な不思議な短編ドラマ「ずれ」（2022年7月12日、NHK BS4K・BSプレミアム） - （増子）[68]
- 風のふく島 第9話（2025年3月8日、テレビ東京） - 関根真司 役（増子）[69]

### 配信ドラマ
- あなたに聴かせたい歌があるんだ 第4話（2022年5月20日、Hulu） - ライブハウスの店長 役（増子）、吉田 役（上原子）、斎藤 役（清水）、原田 役（坂詰）
- 季節のない街（2023年8月9日、ディズニープラス『スター』） - 増子益夫 役（増子）[70]

### テレビ番組レギュラー
| 放送局          | 番組名                | 放送日時                           | 放送期間                      | 備考                          |
| --------------- | --------------------- | ---------------------------------- | ----------------------------- | ----------------------------- |
| テレビ東京      | 音流〜ONRYU〜         | 毎週土曜日（金曜深夜） 3:15 - 3:45 | 2005年1月10日 - 2022年4月23日 | 増子（MC）、坂詰（2回代打MC） |
| SPACE SHOWER TV | 爆裂★エレキングダム!! | 毎週金曜日 19:00 - 20:00           | 2010年4月 - 2012年3月23日     | 増子                          |
| テレビ東京      | 超音波                | 毎週土曜日（金曜深夜）3:15 - 3:45  | 2022年4月30日 -               | 増子（MC）                    |

### テレビ番組
- 視点・論点 (NHK総合) - 増子が4回出演している[71]。
- MA HEADLINES #564「怒髪天・増子直純 」（2025年5月3日（初回放送）、ミュージック・エア） - 増子[72]

### ラジオ
- 怒髪天・増子直純の月刊★ロック判定（2014年4月 - 、最終土曜のみ） - 増子
- 怒髪天 増子直純兄ィのロックな労働相談室（2012年4月 - 2014年3月、当初最終日曜→2013年度は最終土曜） - 増子
- OLERA（2014年9月30日 - 2015年3月26日、TBSラジオ、金曜日パーソナリティ） - 増子

### MV
- One Hokkaido Project「私たちの道」（2019年） - 増子[73]

### 舞台
- ロック・オペラ「サンバイザー兄弟」（2016年11月13日 - 12月14日、宮藤官九郎作・演出、上原子友康・音楽、東京・池袋サンシャイン劇場 / 12月8日 - 12月18日、森ノ宮ピロティホール / 12月21日 - 12月23日、仙台サンプラザホール） - 金目鯛次朗 役（増子） ※瑛太とのダブル主演

### ゲーム
- LET IT DIE（2017年、ガンホー・オンライン・エンターテイメント） - コマンドカワサキ 役（増子）[74]

### 雑誌・WEB連載
| 雑誌名               | 備考                          |
| -------------------- | ----------------------------- |
| 音楽と人             | 俺とお前 or DIE!!!五郎        |
| ファミ通WAVE         |                               |
| カントリーロード     | ライブハウス系フリーペーパー  |
| ぴあ関西 WEB         | 怒髪天 増子直純のナニワ珍遊道 |
| パチスロ必勝ガイド   | 勝てなくても負けるな          |
| 女性自身ブログ       | 増子直純の「男子たるもの」    |
| 週刊TVガイド北海道版 | 週刊★増子直純                 |

### テレビCM
| 放送年 | スポンサー  | タイトル                                                 | 備考 |
| ------ | ----------- | -------------------------------------------------------- | --- |
| 2009年 | 桃屋        | 『辛そうで辛くない少し辛いラー油』うまい!!篇             | 出演：増子 直純 ギター：上原子 友康 ナレーション：坂詰 克彦 クッキングスタッフ：清水 泰次 ※商品が売れ過ぎて店頭に並ばなくなってしまったため、CMの放送から12日間でオンエア自粛となった。 |
| 2010年 | 桃屋        | 『桃屋の味付搾菜』本物の刺激篇                           | 出演：怒髪天 音楽：キタカラキタオトコ／怒髪天 |
| 2011年 | 財団法人JKA | 『KEIRIN 2011』                                          | 出演：オダギリジョー、長澤まさみ、大森南朋 音楽：そのともしびをてがかりに／怒髪天 |
| 2011年 | 桃屋        | 『辛そうで辛くない少し辛いラー油』あきらめていた方も！篇 | CM曲は商品を歌った怒髪天の書下ろし |
| 2011年 | 桃屋        | 『キムチの素』心に火をつける飯篇                         | CM曲は商品を歌った怒髪天の書下ろし |
| 2011年 | 桃屋        | 『味付メンマ』食卓のメインへ篇                           | CM曲は商品を歌った怒髪天の書下ろし |

## 主なライブ

### ワンマンライブ・主催イベント
| 開催日                        | タイトル | 備考                     |
| ----------------------------- | --- | ------------------------ |
| 2004年                        | リズム&ビートニクの旅 |                          |
| 2004年                        | 握拳と寒椿 男気運転ツアー 〜4人はアイドリング〜                                                                            |                          |
| 2005年                        | 桜吹雪と男呼唄 サツキ・グリーンツアー〜4人は見切発車〜                                                                     |                          |
| 2006年                        | ニッポニア・ニッポニア・ニッポン・イン・ニッポン・ツアー 2005-2006                                                         |                          |
| 2006年                        | トーキョー・ロンリー・サムライマン ツアー                                                                                  |                          |
| 2007年                        | 怒髪天 D-stance tour |                          |
| 2007年                        | 怒髪天presents デリバリー ブラッサム"熱血!九州便"                                                                          |                          |
| 2008年                        | 怒髪天presents「響都ノ宴」                                                                                                 |                          |
| 2008年                        | 怒髪天 トーキョーブラッサム スペシャルワンマン "怒平日 アフター5解放区"                                                    |                          |
| 2009年                        | 4.12 春の陣"スプリング・ファイト労働戦士決起集会"                                                                          |                          |
| 2009年                        | プロレタリアン・ラリアット TOUR 09 〜ダイナマイトフィーバー・スターティング・マッチ〜                                      |                          |
| 2009年                        | オールスター男呼唄 秋の大感謝祭-愛されたくて…四半世紀-                                                                     |                          |
| 2009年                        | 怒髪天 presents デリバリーブラッサム                                                                                       |                          |
| 2010年                        | オトナだョ! 全員集合 "一富士二鷹サントリー"                                                                                |                          |
| 2010年                        | オトナ真剣ゼミナール "SHELTER留学"                                                                                         |                          |
| 2010年                        | リズム&ダンディー "Dメン2010 日比谷より愛をこめて"                                                                         |                          |
| 2010年5月3日 - 7月4日         | オトナマイト・ダンディー・ツアー2010 "NEO ダンディズム"                                                                    |                          |
| 2010年10月1日 - 10月2日       | 怒髪天presents「響都ノ宴」「DOHATSUTEN classic」                                                                           | 磔磔                     |
| 2010年10月12日 - 15日         | 東京単独公演3DAYS |                          |
| 2010年11月26日 - 12月9日      | 怒髪天Presentsデリバリーブラッサム "2011ロケーションハンティング"                                                          |                          |
| 2011年1月22日 - 2月12日       | 怒髪天 44 "R&E" MAGNUM tour                                                                                                |                          |
| 2011年5月14日 - 7月10日       | LIVE LIFE LINE TOUR |                          |
| 2011年7月17日・18日           | LIVE LIFE LINE TOUR LEGEND CONTINUES                                                                                       |                          |
| 2011年10月1日・2日            | 怒髪天 presents『響都ノ宴』                                                                                                |                          |
| 2011年11月4日 - 11月25日      | 怒髪天&THE JOE-NETS 「LIVE ALIVE TOUR 2011 "GOLDEN MUSIC HOUR"」                                                           |                          |
| 2012年1月15日                 | 謹賀新年 新春ドラゴン・ツイスト "俺達の琵琶ビリーナイト"                                                                   | 中野サンプラザ ホール    |
| 2012年5月6日 - 9月22日        | OK ! Let's Go TOUR 2012 "夢追道中"                                                                                         |                          |
| 2012年10月4日 - 8日           | 怒髪天 presents "響都ノ宴"                                                                                                 |                          |
| 2012年10月17日 - 19日         | 怒髪天 presents トーキョー・ブラッサム "アフロ・アフロ・アフロ"                                                            |                          |
| 2012年12月12日                | 坂詰克彦完全プロデュース・ファンクラブ会員限定ライブ 【Our History Again 〜今夜は眠れナイっと♡〜】                         |                          |
| 2012年12月16日                | NAGANO CLUB JUNK BOX 13th Anniversary 長野闘気オレンピック2012 "人生男女自由形"                                            |                          |
| 2013年1月14日 - 2月3日        | DOHATSUTEN三十路（ミソジ）まえ "蛇の道はHEAVY TOUR 2013"                                                                   |                          |
| 2013年3月17日 - 23日          | DOHATSUTEN三十路(ミソジ)まえ "カムバック・サーモン2013 男の遡上"                                                           |                          |
| 2013年5月3日 - 15日           | バイキングス・イズ・ノットデッド 〜俺達は、まだまだいけちゃう野郎ども。〜                                                  |                          |
| 2013年5月19日 - 8月4日        | DOHATSUTEN三十路（ミソジ）まえ "夢街道四人五脚"                                                                            |                          |
| 2013年10月9日 - 11月17日      | DOHATSUTEN三十路(ミソジ)まえ "七色の虹をかける野郎ども"                                                                    |                          |
| 2013年10月19日・20日          | 怒髪天 presents "響都ノ宴"                                                                                                 |                          |
| 2013年12月14日                | NAGANO CLUB JUNK BOX 14th Anniversary 長野闘気オレンピック2013 "スベる（ギャグ）・とぶ（曲順）・まぅ（口癖） by 坂詰克彦 " |                          |
| 2014年1月12日                 | 怒髪天結成30周年記念日本武道館公演 "ほんと、どうもね。"                                                                    | 日本武道館               |
| 2014年3月12日                 | SPACE SHOWER TV "LIVE with YOU" 〜怒髪天〜                                                                                 | CLUB CITTA'川崎          |
| 2014年4月18日 - 10月27日      | おかげさまで30周年。47都道府県勝手にお礼参りツアー "いやぁ、なんも、おかえしだって。"                                      |                          |
| 2014年5月2日                  | AX 雪まつり 2014 〜したっけ、またね。〜                                                                                    |                          |
| 2014年10月20日                | ドハツの日（10・20）特別公演 怒髪天スーパーライブ 〜秋の大感謝祭 "30（サンジュー）ベリーマッチ"〜                          |                          |
| 2014年12月12日                | 怒髪天 presents "響都ノ宴" 「怒女王ノ椅子」                                                                                |                          |
| 2014年12月13日                | 怒髪天 presents "響都ノ宴" 「かかってこん会 "今昔男歌合戦"」                                                               |                          |
| 2014年12月14日                | 怒髪天 presents "響都ノ宴" 「えっ! 師走なのに通常営業?」                                                                   |                          |
| 2014年12月23日                | NAGANO CLUB JUNK BOX 15th Anniversary 長野闘気オレンピック2014 "アラ?と、雪のおじさん"                                     |                          |
| 2015年1月30日 - 2月21日       | 2015年新春TOUR "紅白利き歌合戦"                                                                                            |                          |
| 2015年3月17日                 | BACK IN THE DAYS vol.1 feat.怒髪天                                                                                         | 下北沢SHELTER            |
| 2015年3月31日                 | 2014年12月18日振替ワンマンライブ "インフル・ナオッテル。"                                                                  | mito LIGHT HOUSE         |
| 2015年5月17日                 | 大怒髪展 2015 "歌の歓楽街"                                                                                                 | w/八代亜紀               |
| 2015年6月27日 - 7月19日       | 怒髪天TOUR2015 オヤジだョ! 全員酒豪 〜人生航路、酔う SORROW〜                                                              |                          |
| 2015年8月8日 - 23日           | ミュージックキッチン・怒髪天国                                                                                             |                          |
| 2015年8月29日                 | ミヤテレ45th「もし僕!MUSIC SQUARE」 × 怒髪天 presents "杜ノ宴" 〜夏番長降臨〜                                              | 仙台Rensa                |
| 2015年9月5日 - 29日           | 怒髪天TOUR2015 オヤジだョ! 全員酒豪 〜キャプテンエレキとアコースティック船長〜                                             |                          |
| 2015年10月20日                | ドハツの日（10・20）特別公演 バリすごいっちゃナイト 〜道産子でも、よかろうもん。〜                                         |                          |
| 2015年10月21日 - 11月29日     | TOUR2015 Oh mama God! |                          |
| 2015年11月1日 - 3日           | 怒髪天 presents "響都ノ宴"                                                                                                 |                          |
| 2015年12月11日                | CLUB UPSET 10th ANNIVERSARY 〜怒髪天ワンマン〜                                                                             | 池下CLUB UPSET           |
| 2015年12月13日                | NAGANO CLUB JUNK BOX 16th Anniversary 長野闘気オレンピック2015 "STAR BOSE 帝蓄の逆襲"                                      | 長野CLUB JUNK BOX        |
| 2016年1月15日 - 31日          | 怒髪天 申年新春TOUR 猿の楽団、何するものぞ。                                                                               |                          |
| 2016年4月7日 - 7月16日        | TOUR 2016 ジャパニーズ中年隊 〜YOU、50プラス1本やっちゃいなよ〜                                                            |                          |
| 2016年7月10日                 | 怒髪天「カムバック・サーモン2016 "もっと愛されたくて半世紀"」                                                              |                          |
| 2016年7月24日 - 31日          | TOUR 2016 特別編 ジャパニーズ中年隊がゆく。南国リゾート大作戦                                                              |                          |
| 2016年8月20日                 | 坂詰克彦プロデュース "坂詰克彦生誕祭"                                                                                      |                          |
| 2016年12月31日                | ゆく磔くる磔 |                          |
| 2017年1月1日                  | ど初笑い!一年の計は磔磔にあり。                                                                                            |                          |
| 2017年1月7日                  | NAGANO CLUB JUNK BOX 17th Anniversary 長野闘気オレンピック 2016年12月38日(土)"ネオ大晦日。怒髪天は除夜の鐘を2度鳴らす。"   |                          |
| 2017年1月8日                  | 2017年新春公演 "謹賀新年、ネオ元旦。2017年は二度明ける。"                                                                  |                          |
| 2017年2月26日                 | アワー・プリンス・イズ・フィフティー "上原子友康生誕祭"                                                                    |                          |
| 2017年4月8日・9日             | 怒髪天 presents 湯ナイテッド・アワーヅ 2017                                                                                |                          |
| 2017年5月21日                 | 怒髪天 presents デリバリーブラッサム "フルーツ缶 対 ジンギス漢"                                                            | w/ひめキュン蝦夷乃無頼缶 |
| 2017年6月3日 - 10月9日        | GOLD N' SILVER TOUR 2017 "きんは100歳、ぎんも100歳、俺達あわせて200歳"                                                     |                          |
| 2017年8月5日・6日             | 怒髪天 presents 中京イズバーニング 2017                                                                                    |                          |
| 2017年10月21日 - 12月7日      | 怒髪天 presents "響都ノ宴" 10周年記念『夢十夜』                                                                            |                          |
| 2017年12月9日                 | NAGANO CLUB JUNK BOX 18th Anniversary 長野闘気オレンピック2017 "肥満・痛風・丸坊主にソンタック"                            |                          |
| 2018年1月24日                 | 怒髪天 presents トーキョー・ブラッサム "新春椅子取り合戦"                                                                  | w/人間椅子               |
| 2018年1月25日                 | 新春独り相撲 初夢場所 | 恵比寿LIQUIDROOM         |
| 2018年4月4日 - 11日           | 暖機運転TOUR 2018 "4人は、未だアイドリング中"                                                                              |                          |
| 2018年4月14日・15日           | 怒髪天 presents 湯ナイテッド・アワーヅ 2018                                                                                |                          |
| 2018年5月1日 - 6日            | カムバック・サーモン TOUR 2018 "押忍!ホッチャレ部"                                                                         |                          |
| 2018年5月17日 - 26日          | 怒髪天×フラワーカンパニーズ「ジャンピング乾杯TOUR 2018"骨折り損のくたびれもうけ。まぐれ!武道館組"」                        |                          |
| 2018年8月25日・26日           | 怒髪天 presents 中京イズバーニング 2018                                                                                    |                          |
| 2018年10月2日 - 2019年2月3日  | 一揆一友TOUR 〜権べ&田吾〜                                                                                                 |                          |
| 2018年12月8日・9日            | 怒髪天 presents "響都ノ宴"                                                                                                 |                          |
| 2018年12月31日                | NAGANO CLUB JUNK BOX 19th Anniversary 長野闘気オレンピック2018                                                             |                          |
| 2019年4月30日 - 5月1日        | 怒髪天 presents 響都ノ宴                                                                                                   |                          |
| 2019年6月23日 - 7月11日       | 怒髪天、もっと! もっと! 愛されたくて35年。                                                                                 |                          |
| 2019年8月24日・25日           | 怒髪天 presents 中京イズバーニング 2019                                                                                    |                          |
| 2019年10月19日 - 2020年2月1日 | 怒髪天、もっと!もっと!愛されたくて35年。2019〜2020年日本の旅 "モノリス=ヅメリス?"                                          |                          |
| 2019年10月20日                | ドハツの日（10・20）特別公演 "秋の大感謝祭 〜もっと!もっと!愛されたくて35年〜"                                             |                          |
| 2020年7月26日                 | 怒髪天 delivery 響都ノ宴 "カラダ立ち入り禁止。第一回、タマシイ限定ライブ。カモン!俺達界隈（魂のみ）。"                     | 磔磔                     |
| 2020年9月6日                  | 必要至急特別公演 キャプテン野音2020 〜1/2の神話（キャパ）〜                                                                | 日比谷野外大音楽堂       |
| 2020年10月20日・21日          | ドハツの日（10・20）特別公演 "怒ーモ、すいま浅草寺"                                                                        |                          |
| 2020年12月12日・13日          | 怒髪天presents「響都ノ宴」                                                                                                 |                          |
| 2020年12月19日                | 怒髪天 presents 長野闘気オレリンピック 2020 "祝10周年!ハイパーオレリンピック 〜定規禁止〜"                                 |                          |
| 2020年12月20日                | 怒髪天×長野JUNK BOX 共同企画 長野闘気オレリンピック 10周年記念公演 "陣谷リンピック2020 〜動かざること山の如し〜"           |                          |
| 2021年1月17日                 | TOKYO 2021 〜地獄から生放送！〜 from 神田明神ホール                                                                        | 無観客生配信ライブ       |
| 2021年2月16日 - 5月29日       | ヘヴィ・メンタル・アティテュードツアー 2021 〜Mr.ジョーク参上〜                                                            |                          |
| 2021年6月22日 - 29日          | コマツグリーンツアー2021〜五月（姉）じゃないのよ小松（妹）なのよ〜                                                         |                          |
| 2021年7月31日                 | 『第一回グリーンハイツとtelezumeの生配信ライブ！！』〜 夏のご冗談!? アイ スクリーム、ユー ストリーム、好きさぁ、、、〜     | 無観客生配信ライブ       |
| 2021年8月28日・29日           | 怒髪天 presents 中京イズバーニング 2021 〜タイムカプセル 1990〜2010〜                                                      |                          |
| 2021年10月20日                | ドハツの日(10・20)特別公演 "10年ひとつまみ 2011〜2021"                                                                     |                          |
| 2021年11月27日・28日          | 怒髪天 presents 響都ノ宴                                                                                                   |                          |
| 2021年12月8日・9日            | 嗚呼!! 花の東京三十年生 |                          |
| 2021年12月11日                | 怒髪天 歳末ライブ "暮れの元気なご挨拶 '21"                                                                                 |                          |
| 2021年12月18日・19日          | 祝！新装開店 長野闘気オレリンピック 2021 〜シン・オレリンピック お前の金メダルかじってやろうか(名古屋のヤツの)〜           |                          |
| 2022年3月4日 - 6月3日         | 古今東西、時をかける野郎ども                                                                                               |                          |
| 2022年6月11日・12日           | 怒髪天 presents 湯ナイテッド・アワーヅ 2022                                                                                |                          |
| 2022年7月15日 - 9月12日       | B.M. I LOVE YOU | w/the pillows            |
| 2022年8月20日・21日           | 怒髪天 presents YOKOHAMA オトコまえ 2022                                                                                   |                          |
| 2022年8月27日・28日           | 中京イズバーニング 2022 〜おはよう! (ス)パンク〜                                                                           |                          |
| 2022年10月8日 - 10月16日      | ジャンピング乾杯TOUR 2022 〜チキチキ機材車猛レース(法定速度遵守)〜                                                         | w/フラワーカンパニーズ   |
| 2022年10月19日・20日          | ドハツの日 特別公演 "セカン怒インパクト"                                                                                   |                          |
| 2022年12月1日 - 5日           | 怒髪天 presents 響都ノ宴                                                                                                   |                          |
| 2022年12月7日・9日            | 歳末ライブ "暮れの元気なご挨拶 '22"                                                                                        |                          |
| 2022年12月29日・30日          | 怒髪天×長野CLUB JUNK BOX presents 長野闘気オレリンピック 2022 "叫んでみるか？"                                             |                          |

### 出演歴のある主なライブイベント
- FUJI ROCK FESTIVAL
- ROCK IN JAPAN FESTIVAL
- ROCK IN JAPAN presents COUNTDOWN JAPAN
- RISING SUN ROCK FESTIVAL
- SPACE SHOWER SWEET LOVE SHOWER
- ARABAKI ROCK FESTIVAL
- MONSTER baSH
- 京都大作戦
- お台場合衆国"めざましライブ"
- OTODAMA 音泉魂
- 風とロック

## 著書
- 怒髪天・増子直純 自伝『歩きつづけるかぎり』（2014年、USEN）
  - 怒髪天・増子直純 自伝『歩きつづけるかぎり』増補改訂版（2019年10月16日、音楽と人）タワーレコード・HMV限定

## その他
- Capital Radio One - ツアーTシャツ製作
- MARS SIXTEEN - 「トーキョー・ロンリー・サムライマン」ジャケットデザイン
- 丹下紘希（クリエイティブディレクター） - 「ド真ん中節」ミュージックビデオ
※東京でタイル屋のアルバイトをしていた時の同僚
- 箭内道彦（クリエイティブディレクター） - 桃屋『辛そうで辛くない少し辛いラー油』うまい！！篇
桃屋『桃屋の味付搾菜』本物の刺激篇
「真夏のキリギリス」ミュージックビデオ
- The BERICH（富山県魚津市在住のアニメクリエイターユニット） - 「Merry X'mas Mr.Lonelyman」ミュージックビデオ
- 増子直純兄ィのロックな労働相談室（2011年8月14日と21日の2回、NHKラジオ第1放送） - 増子直純がパーソナリティを務める。